# Championnats de France de patinage artistique 2001
Navigation
Championnats de France 2000 Championnats de France 2002
Les championnats de France de patinage artistique 2001 ont eu lieu du 13 au 17 décembre 2000 à la patinoire René Froger de Briançon, juste après sa rénovation au cours de l'année 2000.
Les championnats accueillent 4 épreuves: simple messieurs, simple dames, couple et danse sur glace.

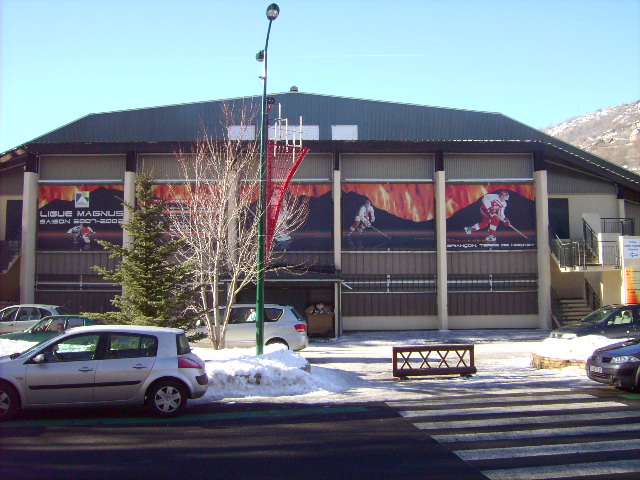
Patinoire René Froger à Briançon

## Faits marquants
- Les danseurs sur glace Marina Anissina et Gwendal Peizerat obtiennent leur sixième et dernier titre national consécutif.

- La patineuse suédoise Klara Bramfeldt a participé à la compétition féminine, mais son classement (6e) n'est pas comptabilisé dans les résultats officiels.

- Les Allemands Stéphanie Weiss & Rico Rex étaient invités à participer à la compétition des couples artistiques, mais ils ont dû se retirer avant la fin de la compétition.

- Le couple japonais Rie Arikawa & Kenji Miyamoto (9e) et le couple allemand Jill Vernekohl & Dimitri Kourakine (11e) ont été invités à participer à la compétition de danse sur glace, mais leurs classements ne sont pas comptabilisés dans les résultats officiels.

## Podiums
| Épreuves                            | Or                                 | Argent                                  | Bronze                                |
| Messieurs résultats détaillés       | Stanick Jeannette                  | Frédéric Dambier                        | Vincent Restencourt                   |
| Dames résultats détaillés           | Vanessa Gusmeroli                  | Laëtitia Hubert                         | Christelle Miro                       |
| Couples résultats détaillés         | Sarah Abitbol / Stéphane Bernadis  | Sabrina Lefrançois / Jérôme Blanchard   | Marie-Pierre Leray / Nicolas Osseland |
| Danse sur glace résultats détaillés | Marina Anissina / Gwendal Peizerat | Isabelle Delobel / Olivier Schoenfelder | Alia Ouabdesselam / Benjamin Delmas   |

## Détails des compétitions

### Messieurs
| Rang    | Nom                 | Points | Prog. court | Prog. libre |
| ------- | ------------------- | ------ | ----------- | ----------- |
| 1       | Stanick Jeannette   | 1.5    | 1           | 1           |
| 2       | Frédéric Dambier    | 4.0    | 4           | 2           |
| 3       | Vincent Restencourt | 4.0    | 2           | 3           |
| 4       | Gabriel Monnier     | 5.5    | 3           | 4           |
| 5       | Laurent Tobel       | 7.5    | 5           | 5           |
| 6       | Cyril Brun          | 9.0    | 6           | 6           |
| 7       | Grégory Reverdiau   | 12.0   |             |             |
| 8       | Jean-Michel Debay   | 13.0   |             |             |
| 9       | Mathieu Delcambre   | 13.5   |             |             |
| 10      | Maxime Duchemin     | 15.0   |             |             |
| 11      | Thomas Dussous      | 15.5   |             |             |
| 12      | Nicolas Beaudelin   | 18.0   |             |             |
| 13      | Samuel Baquier      | 21.5   | 15          | 14          |
| 14      | Brian Joubert       | 21.5   | 11          | 16          |
| 15      | Fabien Millasseau   | 22.0   | 18          | 13          |
| 16      | Johann Sand'homme   | 23.0   | 16          | 15          |
| 17      | Baptiste Porquet    | 24.5   | 13          | 18          |
| 18      | Damien Djordjevic   | 25.5   | 17          | 17          |
| Forfait | Thierry Cérez       |        |             |             |

### Dames
| Rang | Nom                | Points | Prog. court | Prog. libre |
| ---- | ------------------ | ------ | ----------- | ----------- |
| 1    | Vanessa Gusmeroli  | 2.0    | 2           | 1           |
| 2    | Laëtitia Hubert    | 2.5    | 1           | 2           |
| 3    | Christelle Miro    | 5.5    | 5           | 3           |
| 4    | Géraldine Zulini   | 6.0    | 4           | 4           |
| 5    | Anne-Sophie Calvez | 7.5    | 3           | 6           |
|      | Klara Bramfeldt    | 9.0    | 8           | 5           |
| 6    | Anne-Sophie Pichon | 11.5   |             |             |
| 7    | Julie Cortial      | 12.0   |             |             |
| 8    | Amélie Thibaudet   | 13.0   |             |             |
| 9    | Marylin Pla        | 13.5   |             |             |

### Couples
| Rang | Nom                                           | Points | Prog. court | Prog. libre |
| ---- | --------------------------------------------- | ------ | ----------- | ----------- |
| 1    | Sarah Abitbol / Stéphane Bernadis             | 1.5    | 1           | 1           |
| 2    | Sabrina Lefrançois / Jérôme Blanchard         | 3.0    | 2           | 2           |
| 3    | Marie-Pierre Leray / Nicolas Osseland         | 4.5    | 3           | 3           |
| 4    | Marina Koudriatseva / Jean-Frédéric Hantzberg | 6.0    | 4           | 4           |
| 5    | Céline Masson / Vivien Rolland                | 8.0    | 6           | 5           |
|      | Stéphanie Weiss / Rico Rex                    |        | 5           |             |

### Danse sur glace
| Rang | Nom                                     | Points |
| ---- | --------------------------------------- | ------ |
| 1    | Marina Anissina / Gwendal Peizerat      | 2.0    |
| 2    | Isabelle Delobel / Olivier Schoenfelder | 4.0    |
| 3    | Alia Ouabdesselam / Benjamin Delmas     | 6.6    |
| 4    | Magali Sauri / Michael Stifounine       | 8.0    |
| 5    | Nelly Gourvest / Cédric Pernet          | 9.6    |
| 6    | Véronique Delobel / Olivier Chapuis     | 11.8   |
| 7    | Roxane Petetin / Matthieu Jost          | 14.0   |
| 8    | Caroline Truong / Sylvain Longchambon   | 16.0   |
|      | Rie Arikawa / Kenji Miyamoto            | 18.4   |
| 9    | Nadine Le Saout / Emmanuel Huet         | 20.6   |
|      | Jill Vernekohl / Dimitri Kourakine      | 21.0   |

## Sources
- Résultats des championnats de France 2001 sur le site The Figure Skating Corner.
- Résultats des championnats de France 2001 sur le site Planète patinage.
- Patinage Magazine, n°76, mars 2011